# Siluri umani
Siluri umani è un film di guerra del 1954 diretto da Antonio Leonviola.

## Trama
Il film ricostruisce l'attacco degli incursori della Regia Marina Italiana, nel 1941, alla flotta britannica, ancorata nella baia di Suda a Creta, effettuata con dei veloci "barchini esplosivi" e che si risolse con l'affondamento  dell'incrociatore pesante britannico York.

## Produzione
Prodotto da Carlo Ponti e De Laurentiis, con l'assistenza tecnica e storica di Marcantonio Bragadin, il film fu girato nella primavera del 1954. Dopo Leonviola, che per contrasti con la produzione abbandonò il set a film quasi finito, le ultime scene furono girate dall'aiuto regista, l'allora debuttante Carlo Lizzani.

### Doppiaggio
Vi sono alcune curiosità riguardanti il doppiaggio del film:
- Carlo Pedersoli, il futuro Bud Spencer, all'epoca all'inizio della sua carriera cinematografica, qui recita con la voce di Giuseppe Rinaldi, anche se in alcune sequenze è invece doppiato da Bruno Persa.
- Stessa cosa anche per il co-protagonista Franco Fabrizi, doppiato da Stefano Sibaldi, tranne in alcune scene in cui a dargli la voce è invece Manlio Busoni.
- Emilio Cigoli, presente nel film come attore nel ruolo dell'ammiraglio Marcantonio Bragadin (anche autore del soggetto del film), è doppiato da Mario Pisu, in quanto lui stesso ne doppia il protagonista, Raf Vallone.
- Enrico Maria Salerno nonostante fosse già all'epoca egli stesso un affermato doppiatore (in quello stesso periodo aveva doppiato Farley Granger nel celebre film Senso di Luchino Visconti), recita qui con la voce di Giulio Panicali.

## Distribuzione
Il film uscì nelle sale cinematografiche italiane il 29 dicembre del 1954.

## Accoglienza
Il film riscosse un discreto successo di pubblico, risultando il 64° maggior incasso della stagione cinematografica italiana 1954-1955.